# Amphoe Sa Bot
Amphoe Sa Bot (Thai: อำเภอ สระโบสถ์) ist ein Landkreis (Amphoe – Verwaltungs-Distrikt) der Provinz Lop Buri. Die Provinz Lop Buri liegt in der Zentralregion von Thailand.

## Geographie
Benachbarte Amphoe sind vom Norden her gesehen: die Amphoe Khok Charoen, Chai Badan, Khok Samrong und Nong Muang. Alle Amphoe liegen in der Provinz Lop Buri.

## Geschichte
Der Landkreis Sa Bot wurde am 5. Juni 1981 zunächst als „Zweigkreis“ (King Amphoe) eingerichtet, indem die Tambon Sa Bot, Maha Phot und Tha Thung Chang vom Amphoe Khok Samrong abgetrennt wurden.
Am 1. Januar 1988 bekam Sa Bot den vollen Amphoe-Status.

## Verwaltung

### Provinzverwaltung
Der Landkreis Sa Bot ist in fünf Tambon („Unterbezirke“ oder „Gemeinden“) eingeteilt, die sich weiter in 46 Muban („Dörfer“) unterteilen.
| Nr. | Name            | Thai    | Muban | Einw. |
| --- | --------------- | ------- | ----- | ----- |
| 01. | Sa Bot          | สระโบสถ์ | 12    | 7.529 |
| 02. | Maha Phot       | มหาโพธิ  | 10    | 4.809 |
| 03. | Thung Tha Chang | ทุ่งท่าช้าง | 05    | 2.021 |
| 04. | Huai Yai        | ห้วยใหญ่  | 07    | 1.590 |
| 05. | Niyom Chai      | นิยมชัย   | 12    | 5.759 |

### Lokalverwaltung
Es gibt eine Kommune mit „Kleinstadt“-Status (Thesaban Tambon) im Landkreis:
- Sa Bot (Thai: เทศบาลตำบลสระโบสถ์) bestehend aus dem kompletten Tambon Sa Bot.

Außerdem gibt es drei „Tambon-Verwaltungsorganisationen“ (องค์การบริหารส่วนตำบล – Tambon Administrative Organizations, TAO)
- Maha Phot (Thai: องค์การบริหารส่วนตำบลมหาโพธิ) bestehend aus dem kompletten Tambon Maha Phot.
- Thung Tha Chang (Thai: องค์การบริหารส่วนตำบลทุ่งท่าช้าง) bestehend aus den kompletten Tambon Thung Tha Chang, Huai Yai.
- Niyom Chai (Thai: องค์การบริหารส่วนตำบลนิยมชัย) bestehend aus dem kompletten Tambon Niyom Chai.